# Kvigharu
Kvigharu är en ö i Finland. Den ligger i Skärgårdshavet och i kommunen Pargas i den ekonomiska regionen  Åboland i landskapet Egentliga Finland, i den sydvästra delen av landet. Ön ligger omkring 62 kilometer sydväst om Åbo och omkring 180 kilometer väster om Helsingfors. Kvigharu ligger 7 meter över havet.
Öns area är 3,3 hektar och dess största längd är 370 meter i öst-västlig riktning.